# Bulán
Bulán ist eine Ortschaft und eine Parroquia rural („ländliches Kirchspiel“) im Kanton Paute der ecuadorianischen Provinz Azuay. Die Parroquia besitzt eine Fläche von 39,5 km². Die Einwohnerzahl lag im Jahr 2010 bei 2173. Die Parroquia wurde am 25. Januar 1940 gegründet.

## Lage
Die Parroquia Bulán liegt in der Cordillera Real im Nordosten der Provinz Azuay. Der Ort Bulán befindet sich auf einer Höhe von 2550 m, 5,5 km nördlich des Kantonshauptortes Paute. Die Parroquia erstreckt sich über das obere Flusstal des Río Cutilcay, ein kleiner Nebenfluss des Río Paute, der in Paute in diesen mündet. Im Norden wird das Verwaltungsgebiet von einem 3300 m hohen Bergkamm eingerahmt. Von Paute führt über Bulán eine Nebenstraße zum 8 km weiter westlich gelegenen Azogues.
Die Parroquia Bulán grenzt im Nordosten an die Parroquia Dug Dug, im Süden an die Parroquia Paute sowie im Südwesten, im Nordwesten und im Norden an den Kanton Azogues in der Provinz Cañar mit der Parroquia Luis Cordero, Azogues und der Parroquia Taday.